# クリス・シャーマ
クリス・シャーマ（Chris Omprakash Sharma、1981年4月23日 - ）はアメリカのプロフリークライマー。カリフォルニア州サンタクルーズ生まれ。世界で最初に認められた5.15aのRealization (9a+/5.15a)やディープウォーターソロのEs Pontas(5.15b?)、世界最難ルートJumbo Love (5.15b)の初登を果たすなど、現代において最も成功したフリークライマーとして知られている。

## 主な成果
ボルダリング
- the Mandara (V12)　初登　世界中のクライマーがトライしている有名課題。初登時はV14であったが、様々なクライマーがトライしているうちに何度も欠け、グレードが変動し続けている。
- Dreamtime (8B+ = V14)　2002年・第4登　フレッド・ニコル初登の、世界で最も知られている課題のひとつ。登った当時はV15だったが、現在ではV14とされている（さらにホールドの破損により、グレードアップ・V15の可能性有り）。
- The Full Package (V14)　初登　Ozarksのボルダーで、総合的な力を試される。縦クラックへのランジが印象的。
- Witness the Fitness (V15)　初登　Ozarksにある、12メートルのルーフ課題。再登はフレッド・ニコルのみで、その後ホールドが壊れおそらく登攀不能。
- The Never Ending Story (V14)　2003年・初登　スイス・マジックウッドにある、17手の課題。数々のトップクライマーが再登している。
- Practice of the Wild (8c = V15)　2004年6月・初登　スイス・マジックウッドにある、常にコンディションが悪いルーフ。再登者はタイラー・ランドマンのみ。

リードクライミング
- Necessary Evil (5.14c)　かつてのアメリカ最難ルート。15歳で完登し、一躍有名になる。
- Realization (9a+ = 5.15a)　2001年・初登　フランス・セユーズの岩場にある、Biography(5.14c)というルートのエクステンションVer.。5.14cを登ったあと、5.14bのオリジナル部分をこなして終了する。世界で初めて5.15aというグレードが与えられ、世界中のクライマーや関係者から認められた。
- Three degrees of separation (9a = 5.14d)　初登　Realizationの隣にあるルート。最上部、終了点手前に3回連続で出てくる大きなランジが核心。
- La Rambra (5.15a)　2006年・第3登　スペイン・シウラナにある、Realizationと共に、最もトライされているであろう5.15a。
- La Novena Enmienda (9a/+ = 5.14d/15a)　第4登　スペイン・サンタリーニャにあるルート。初登時には5.15a/bという大胆なグレーディングがされた。
- Dreamcatcher (5.14d)　初登　カナダ・スコーミッシュにあるカナダ最難ルート。傾斜の強いスラブから、顕著な前傾壁のレール状スローパーにダブルダイノ、その外傾ホールドをたどり、核心部の非常に掛かりの悪いホールドから、大きなデッドポイントで抜ける。ソニー・トロッターやポール・ロビンソンなどの強力クライマーの挑戦を跳ね返していたが、ショーン・マッコールが2009年9月に第2登に成功。
- Papichulo (9a+ = 5.15a)　初登　スペイン・オリアナにあるルート。ルート名は「いかした父ちゃん」。「スペインにあるどの15aよりも難しい」とコメント。安間佐千がレッドポイントに成功した。
- Jumbo Love (5.15b)　初登　アメリカ・クラークマウンテンにある、リードスタイルで世界で初めて登られた5.15bにして、認められている世界最難ルート。全長75メートルの、超人的な持久力を要するルートで、上部と下部に大きな核心が二つある。
- Golpe de Estado (9b = 5.15b)　初登　Estado Critico (5.14c/d)のダイレクトスタートVer．。世界最難の一本。アダム・オンドラが第２登に成功した。
- Demencia Senil (9a+ = 5.15a)　2009年2月20日初登　ルーフを小さいポケットで繋ぐルート。ボルダームーヴの連続で、最後には大きなランジが待っている。イケール・ポウが第2登に成功。
- Pachamama (9a+ = 5.15a)　初登　スペイン・オリアナにあるルート。
- Neanderthal (9b = 5.15b)　2009年12月・初登　スペイン、サンタ・リーニャの最難プロジェクトだったルート。クリス3本目の15b。全長50メートルの内、最初の20メートルは簡単なセクションで、ノーハンドレストの後、30メートルの5.14dをこなし、レスト無しで2本指ポケットからスローパーへの大きなランジを含むV11相当の核心に繋ぐ。核心だけでも20回はフォールしたというが、「登れたときには簡単に感じた」とコメントしている。
- First Ley (9a+ = 5.15a)　2010年2月・初登　スペイン、マーガレフのルート。
- Era Bella (9a/5.14d)　2010年・初登 スペイン、マルガレフのルート。
- Power Inverter (9a+/5.15a)　2010年12月・初登　スペイン、オリアナのルート。
- Catxasa (9a+/5.15a). 2011年1月・初登　スペイン・サンタリーニャのルート。

ディープウォーターソロ
- Es Pontas(5.15a or b?)　初登　スペイン・マジョルカ島にある、海上の巨大なアーチ状の岸壁にあるルート。ディープウォーターソロという、海を緩衝材に見立てたスタイルで登った。ディープウォーターソロイングの世界最難記録で、中間部の大ランジを挟んで前後にVグレードで二桁になる核心二つを持ち、グレードに関しては5.15a以上はあきらかで、5.15bとも言われている。後にトライしたイーサン・プリングルによって、中間部の大ランジはスタティックにも登れることがわかった。再登者無し。

オンサイト
- Disital System (8c = 5.14b)　スペイン・サンタリーニャにあるルート。アダム・オンドラもオンサイトしている。
- T-Rex(5.14a/b)　アメリカ・メープルキャニオンにあるルート。
- Divine Fury (5.14b)　アメリカ・メープルキャニオンにあるルートで、重要なムーヴのひとつである、ニーバーを使わずに成功している。トリッキーなルートで、このグレードのオンサイトは特に難しいといわれている。
- French Gangster (8c = 5.14b)
- Paper Mullat (8b+/c = 5.14a/b) 2008年12月6日　スペインのルート。
- Humildes pa Casa (8c = 5.14b) 2008年12月7日　スペインのルート。2日連続で高難度オンサイトに成功している。

## 人物
- 宗教観に興味があるらしく、日本に1か月滞在して四国お遍路の旅をしたことがあり、旅の途中で教えてもらった尺八を吹くことができる。
- 自分が初登した課題やルートのグレードに関して詳しく言及しないことが多い。
- 課題に名前をつけないことが多いが、日本には小川山のThe Two Monks(二段）や笠置山のWabisabi（三級）など、クリス初登の名前のある課題がある。

## 大会
- U.S. Bouldering Nationals
- 1999 X Games - Bouldering - Gold Medal
- 2007 Mammut Bouldering Championships
- 2008 Mammut Bouldering Championships

## 参照
1. ↑  “Chris Sharma Athlete Info”.  レッドブル. 2016年8月30日時点のオリジナルよりアーカイブ。2016年8月30日閲覧。